# Lekkoatletyka na Letnich Igrzyskach Olimpijskich 2016 – bieg na 400 m przez płotki mężczyzn
Bieg na 400 m przez płotki mężczyzn był jedną z konkurencji lekkoatletycznych rozgrywanych podczas igrzysk olimpijskich w Rio de Janeiro.
Obrońcą tytułu mistrzowskiego z 2012 roku był Félix Sánchez. Wystartowało 47 zawodników z 33 krajów.

## Terminarz
Godziny rozpoczęcia podane są w czasie brazylijskim.
| Data                           | Godzina |           |
| ------------------------------ | ------- | --------- |
| Poniedziałek, 15 sierpnia 2016 | 11:35   | Runda 1   |
| Wtorek, 16 sierpnia 2016       | 21:35   | Półfinały |
| Czwartek, 18 sierpnia 2016     | 12:00   | Finał     |

## Rekordy
|                   | Zawodnik    | Wynik   | Miejsce   | Data            |
| ----------------- | ----------- | ------- | --------- | --------------- |
| Rekord świata     | Kevin Young | 46,78 s | Barcelona | 6 sierpnia 1992 |
| Rekord olimpijski | Kevin Young | 46,78 s | Barcelona | 6 sierpnia 1992 |

### Runda 1
Rozegrano 6 biegów eliminacyjnych. Do półfinału awansowali 3 pierwsi zawodnicy z każdego biegu oraz 6 z najlepszymi czasami.

#### Bieg 1
| Poz. | Zawodniczka         | Reprezentacja     | Czas  | Uwagi |
| ---- | ------------------- | ----------------- | ----- | ----- |
| 1.   | Abdelmalik Lahoulou | Algieria          | 48,62 | Q,    |
| 2.   | Boniface Tumuti     | Kenia             | 48,91 | Q     |
| 3.   | Kerron Clement      | Stany Zjednoczone | 49,17 | Q     |
| 4.   | Yūki Matsushita     | Japonia           | 49,60 |       |
| 5.   | Miles Ukaoma        | Nigeria           | 49,84 |       |
| 6.   | Márcio Teles        | Brazylia          | 50,41 |       |
| 7.   | Jeffery Gibson      | Bahamy            | 52,77 |       |

#### Bieg 2
| Poz. | Zawodniczka         | Reprezentacja | Czas  | Uwagi |
| ---- | ------------------- | ------------- | ----- | ----- |
| 1.   | Yasmani Copello     | Turcja        | 49,52 | Q     |
| 2.   | Eric Alejandro      | Portoryko     | 49,54 | Q     |
| 3.   | Mahau Suguimati     | Brazylia      | 49,77 | Q     |
| 4.   | Jaak-Heinrich Jagor | Estonia       | 49,78 |       |
| 5.   | Kariem Hussein      | Szwajcaria    | 49,80 |       |
| 6.   | Amadou Ndiaye       | Senegal       | 49,91 |       |
| 7.   | Martin Kučera       | Słowacja      | 51,47 |       |
| 8.   | Maoulida Daroueche  | Komory        | 52,32 |       |

#### Bieg 3
| Poz. | Zawodniczka        | Reprezentacja | Czas  | Uwagi |
| ---- | ------------------ | ------------- | ----- | ----- |
| 1.   | Karsten Warholm    | Norwegia      | 48,49 | Q,    |
| 2.   | Javier Culson      | Portoryko     | 48,53 | Q,    |
| 3.   | Rasmus Mägi        | Estonia       | 48,55 | Q,    |
| 4.   | Roxroy Cato        | Jamajka       | 48,56 | q     |
| 5.   | Miloud Rahmani     | Algieria      | 49,73 |       |
| 6.   | Dmitrij Koblow     | Kazachstan    | 49,87 |       |
| 7.   | José Luis Gaspar   | Kuba          | 50,58 |       |
| 8.   | Ned Justeen Azemia | Seszele       | 50,74 | NR    |

#### Bieg 4
| Poz. | Zawodniczka      | Reprezentacja     | Czas  | Uwagi |
| ---- | ---------------- | ----------------- | ----- | ----- |
| 1.   | Keisuke Nozawa   | Japonia           | 48,62 | Q,    |
| 2.   | Thomas Barr      | Irlandia          | 48,93 | Q,    |
| 3.   | Eric Cray        | Filipiny          | 49,05 | Q     |
| 4.   | Jaheel Hyde      | Jamajka           | 49,24 | q     |
| 5.   | Sérgio Fernández | Hiszpania         | 49,31 | q     |
| 6.   | Sebastian Rodger | Wielka Brytania   | 49,54 |       |
| 7.   | Le Roux Hamman   | Południowa Afryka | 49,72 |       |
| 8.   | Jehue Gordon     | Trynidad i Tobago | 49,90 | SB    |

#### Bieg 5
| Poz. | Zawodniczka            | Reprezentacja     | Czas  | Uwagi   |
| ---- | ---------------------- | ----------------- | ----- | ------- |
| 1.   | Annsert Whyte          | Jamajka           | 48,37 | Q,      |
| 2.   | Jack Green             | Wielka Brytania   | 48,96 | Q,      |
| 3.   | Byron Robinson         | Stany Zjednoczone | 48,98 | Q       |
| 4.   | Oskari Mörö            | Finlandia         | 49,04 | q,      |
| 5.   | Michael Bultheel       | Belgia            | 49,37 | q,      |
| 6.   | Kurt Couto             | Mozambik          | 49,74 | SB      |
| 7.   | Lindsay Hanekom        | Południowa Afryka | 50,22 |         |
| 8.   | Nicholas Kiplagat Bett | Kenia             | DSQ   | R168.7b |

#### Bieg 6
| Poz. | Zawodniczka     | Reprezentacja                 | Czas  | Uwagi |
| ---- | --------------- | ----------------------------- | ----- | ----- |
| 1.   | Haron Koech     | Kenia                         | 48,77 | Q,    |
| 2.   | Louis van Zyl   | Południowa Afryka             | 49,12 | Q     |
| 3.   | Andres Silva    | Urugwaj                       | 49,21 | Q,    |
| 4.   | Jordin Andrade  | Republika Zielonego Przylądka | 49,35 | q     |
| 5.   | Mohamed Sghaier | Tunezja                       | 50,09 | SB    |
| 6.   | Michael Tinsley | Stany Zjednoczone             | 50,18 |       |
| 7.   | Chen Chieh      | Chińskie Tajpej               | 50,65 |       |
| 8.   | Patryk Dobek    | Polska                        | 50,66 |       |

### Półfinały
Do finału awansowali dwaj pierwsi zawodnicy z każdego biegu oraz dwaj z najlepszymi czasami.

#### Bieg 1
| Poz. | Zawodniczka         | Reprezentacja     | Czas  | Uwagi |
| ---- | ------------------- | ----------------- | ----- | ----- |
| 1.   | Kerron Clement      | Stany Zjednoczone | 48,26 | Q,    |
| 2.   | Boniface Tumuti     | Kenia             | 48,85 | Q,    |
| 3.   | Sérgio Fernández    | Hiszpania         | 48,87 |       |
| 4.   | Abdelmalik Lahoulou | Algieria          | 49,08 |       |
| 5.   | Jaheel Hyde         | Jamajka           | 49,17 |       |
| 6.   | Keisuke Nozawa      | Japonia           | 49,20 |       |
| 7.   | Eric Cray           | Filipiny          | 49,37 |       |
| 8.   | Jack Green          | Wielka Brytania   | 49,54 |       |

#### Bieg 2
| Poz. | Zawodniczka     | Reprezentacja                 | Czas  | Uwagi |
| ---- | --------------- | ----------------------------- | ----- | ----- |
| 1.   | Annsert Whyte   | Jamajka                       | 48,32 | Q,    |
| 2.   | Javier Culson   | Portoryko                     | 48,46 | Q,    |
| 3.   | Yasmani Copello | Turcja                        | 48,61 | q     |
| 4.   | Rasmus Mägi     | Estonia                       | 48,64 | q     |
| 5.   | Louis van Zyl   | Południowa Afryka             | 49,00 |       |
| 6.   | Jordin Andrade  | Republika Zielonego Przylądka | 49,32 |       |
| 7.   | Oskari Mörö     | Finlandia                     | 49,75 |       |
| 8.   | Mahau Suguimati | Brazylia                      | 49,77 |       |

#### Bieg 3
| Poz. | Zawodniczka      | Reprezentacja     | Czas  | Uwagi   |
| ---- | ---------------- | ----------------- | ----- | ------- |
| 1.   | Thomas Barr      | Irlandia          | 48,39 | Q,      |
| 2.   | Haron Koech      | Kenia             | 48,48 | Q,      |
| 3.   | Byron Robinson   | Stany Zjednoczone | 48,65 | PB      |
| 4.   | Karsten Warholm  | Norwegia          | 48,81 |         |
| 5.   | Michael Bultheel | Belgia            | 49,46 |         |
| 6.   | Andres Silva     | Urugwaj           | 49,75 |         |
| 7.   | Eric Alejandro   | Portoryko         | 49,95 |         |
| -.   | Roxroy Cato      | Jamajka           | DSQ   | R168.7a |

### Finał
| Poz. | Zawodniczka     | Reprezentacja     | Czas  | Uwagi  |
| ---- | --------------- | ----------------- | ----- | ------ |
| 1.   | Kerron Clement  | Stany Zjednoczone | 47,73 | SB     |
| 2.   | Boniface Tumuti | Kenia             | 47,78 | NR     |
| 3.   | Yasmani Copello | Turcja            | 47,92 | NR     |
| 4.   | Thomas Barr     | Irlandia          | 47,97 | NR     |
| 5.   | Annsert Whyte   | Jamajka           | 48,07 | PB     |
| 6.   | Rasmus Mägi     | Estonia           | 48,40 | NR     |
| 7.   | Haron Koech     | Kenia             | 49,09 |        |
| -.   | Javier Culson   | Portoryko         | DSQ   | R162.7 |